# Heta linjen mellan Washington och Moskva
Heta linjen var en krypterad telefonlinje mellan Moskva och Washington som under senare delen av Kalla kriget lät USA:s och Sovjetunionens ledare att snabbt kunna nå varandra. Heta linjen upprättades efter Kubakrisen och skulle motverka att man av misstag skulle starta ett kärnvapenkrig. Om man misstänkte att en kärnvapenmissil var avfyrad, var den första reaktionen att "besvara elden", och det var detta man ville undvika skedde av misstag. Före heta linjen gick all information via telegram och sedan via bud till respektive ledning.
Beslutet om heta linjen togs den 20 juni 1963 och linjen öppnade den 30 augusti samma år.
Heta linjen har bytt teknik vartefter och existerar än idag som kommunikationsmöjlighet mellan USA:s och Rysslands politiska ledningar.

## Teknik
- 1963 fjärrskrift med trådförbindelse Washington – London – Köpenhamn – Stockholm – Helsingfors – Moskva samt med radioförbindelse Washington – Tanger – Moskva.
- 1971 systemet kompletterades med telefon för röstkommunikation och fjärrskrift via satelliter. Radioförbindelsen Washington – Tanger – Moskva avvecklades.
- 1986 systemet kompletterades med telefax för utbyte av dokument. Satellitsystemet moderniseras.